# 357
357 (CCCLVII) var ett normalår som började en onsdag i den julianska kalendern.

## Händelser

### Okänt datum
- Caesar Julianus Apostata leder romerska styrkor till seger över alemannerna i slaget vid Strasbourg, romarnas sista stora seger i Rhentrakten.
- Constantius II ger Julianus högsta befälet över alla militära operationer i Gallien.
- Constantius tågar för första gången in i Rom, för att fira sin seger över Magnentius och för att tala till den romerska senaten och folket i Rom.
- Victorias altare avlägsnas för första gången från den romerska senatens curia under förföljelserna av hedningar i romarriket.
- Det kejserliga biblioteket i Konstantinopel grundas.
- Fu Jian (Fou Kien) blir kung av norra Kina.
- Alanerna fördriver hunnerarmén i västra Asien.